# أندريه دسكو
أندريه دسكو (بالرومانية: Andrei Dăescu) مواليد 28 أغسطس 1988، هو لاعب كرة مضرب روماني. أعلى تصنيف له في الفردي كان المركز الـ 654 في سنة 2012. أعلى تصنيف له في الزوجي كان المركز الـ 126 في سنة 2012.

## النهائيات

### الزوجي النهائي: 3 (1–2)
| الحصيلة | الرقم | التاريخ       | الدورة                | الأرضية | الشريك       | المنافس في النهائي                 | النتيجة            |
| ------- | ----- | ------------- | --------------------- | ------- | ------------ | ---------------------------------- | ------------------ |
| الوصافة | 1.    | 21 أبريل 2012 | راي المفتوحة، إيطاليا | ترابية  | فلورن ميرغيا | داستن براون جوناثان ماري           | 4–6, 6–7(0–7)      |
| الوصافة | 2.    | 14 يوليو 2012 | تيميشوارا، رومانيا    | ترابية  | فلورن ميرغيا | غوران توشيتش دينيس زيفكوفيتش       | 2–6, 5–7           |
| الفوز   | 3.    | 29 يوليو 2012 | اوبرستاوفين، ألمانيا  | ترابية  | فلورن ميرغيا | أندريه كوزنيتسوف خوسيه روبن ستاثام | 7–6(7–4), 7–6(7–1) |

## روابط خارجية
- أندريه دسكو على موقع رابطة محترفي التنس (الإنجليزية)
- أندريه دسكو على موقع الاتحاد الدولي لكرة المضرب (الإنجليزية)
- أندريه دسكو على موقع كأس ديفيز (الإنجليزية)
- أندريه دسكو على موقع خلاصة التنس.كوم (الإنجليزية)